# Jalen Virgil
Jalen Virgil (Lawrenceville (Georgia), 13 luglio 1998) è un giocatore di football americano statunitense che milita nel ruolo di wide receiver per i Buffalo Bills della National Football League (NFL).

## Carriera universitaria
Virgil giocò a football universitario per gli Appalachian State Mountaineers per sei stagioni. Non riuscendo a giocare la sua prima stagione, giocò l'anno seguente come matricola. Nella sua ultima stagione, ricevette 15 passaggi per 226 yard e un touchdown e restituì 26 kickoff per un record scolastico di 781 yard e due touchdown.

## Carriera professionistica

### Denver Broncos
Virgil non fu selezionato nel Draft 2022, firmando poi come free agent con i Denver Broncos il 30 aprile 2022. Fu promosso al roster attivo dopo gli allenamenti pre-stagionali.
Il 13 novembre 2022, Virgil ha segnato il suo primo touchdown nella sua prima ricezione, per 66 yard, della sua carriera da professionista, durante una sconfitta per 17-10 contro i Tennessee Titans.
Il 22 agosto 2023, è stato inserito nella lista infortunati, concludendo così la sua stagione.
Il 27 agosto 2024, fu svincolato dai Broncos.

### Buffalo Bills
Il 28 agosto 2024, Virgil firmò con i Buffalo Bills entrando a far parte della squadra delle riserve.
L'8 novembre 2024, è stato promosso al roster attivo.